# Bartomeu-Tomàs Coromina i Subirà
Bartomeu-Tomàs Coromina i Subirà   (Barcelona, 1808 - Madrid, 1867) va ser un gravador català. Va ser directiu de la Fàbrica Nacional del Segell d'Espanya i membre de mèrit de la Reial Acadèmia de Belles Arts de Sant Ferran.
Nascut a Barcelona el 1808, en una família d'artistes gravadors. Va ser fill del gravador Josep Coromina i Faralt (1756-1834), gravador, professor de l'Escola de la Llotja i acadèmic de mèrit de l'Acadèmia de Belles Arts de Sant Ferran. El seu germà Francesc també va ser gravador. Va estudiar a l'Escola de la Llotja, on als disset anys va obtenir un premi. Després va traslladar-se a Madrid, on va formar-se amb el gravador Mariano González de Sepúlveda. El 1832 va guanyar el premi extraordinari pel gravat de medalles, atorgat per l'Acadèmia de Belles Arts de Sant Ferran, de la qual va ser nomenat acadèmic de mèrit el 1844 i més tard professor el 1864. També va treballar a la Fàbrica Nacional del Segell. Va gravat els primers segells de correus d'Espanya el 1845, i va esdevenir-ne director facultatiu el 1864. Va ser autor de diverses medalles commemoratives, com la medalla de l'Exposició Nacional de Belles Arts (1856), certamen en el qual va participar, i una commemorativa de la guerra d'Àfrica (1860). Va morir a Madrid el març de 1867.